# Свободные Дадра и Нагар-Хавели
Свободные Дадра и Нагар-Хавели (англ. Free Dadra and Nagar Haveli) — де-факто независимое политическое образование, существовавшее на территории Индийского субконтинента в 1954—1961 годах.

## История
Современные талуки Дадра и Нагар-Хавели были маленькими заморскими территориями Португалии, входившими в состав Португальской Индии с 1779 года. Ими управлял португальский губернатор, базировавший на территории современного округа Дамана.
22 июля 1954 года проиндийские силы взяли под контроль главный полицейский участок в Дадре, а 2 августа город Силваса, тем самым освободив Дадру и Нагар-Хавели от португальского правления. После этого регион получил название «Свободные Дадра и Нагар-Хавели». Для управления государством был сформирован законодательный орган Варишта Панчаят Свободных Дадры и Нагар-Хавели. В Силвасе в честь независимости Дадры и Нагар-Хавели был поднят флаг Индии и исполнен гимн Индии, ставшие символами нового государства.
В июне 1961 года Варишта Панчаят Свободных Дадры и Нагар-Хавели проголосовали за присоединение государства к Индии. Государственный служащий Индии К. Г. Бадлани принял должность премьер-министра Свободных Дадры и Нагар-Хавели 11 августа 1961 года, чтобы официально подписать документ о присоединении к Индии. После этого Индия аннексировала государство на основании десятой поправки конституции Индии и Свободные Дадра и Нагар-Хавели стали округом Дадра и Нагар-Хавели.
Даже после того, как Свободные Дадра и Нагар-Хавели вошли в состав Индии, Португалия продолжала утверждать, что это её заморская территория, хотя Дадра и Нагар-Хавели были признаны на международном уровне. Официально Португалия признала суверенитет Индии над Дадрой и Нагар-Хавели 31 декабря 1974 года.

## Список глав Свободных Дадры и Нагар-Хавели

### Администраторы
| № | Имя           | Начало правления | Конец правления | Источник |
| - | ------------- | ---------------- | --------------- | -------- |
| 1 | Р. В. Мудрас  | 1954 год         | 1954 год        |          |
| 2 | В. Лаванде    | 1954 год         | 1954 год        |          |
| 3 | А. Кармалкар  | 1954 год         | 1955 год        |          |
| 4 | А. Фуртадо    | 1955 год         | 1960 год        |          |
| 5 | К. Г. Бадлани | 1960 год         | 1961 год        |          |

### Премьер-министры (де-факто)
| № | Имя           | Начало правления     | Конец правления      |
| - | ------------- | -------------------- | -------------------- |
| 1 | К. Г. Бадлани | 11 августа 1961 года | 11 августа 1961 года |